# Бюрократизм

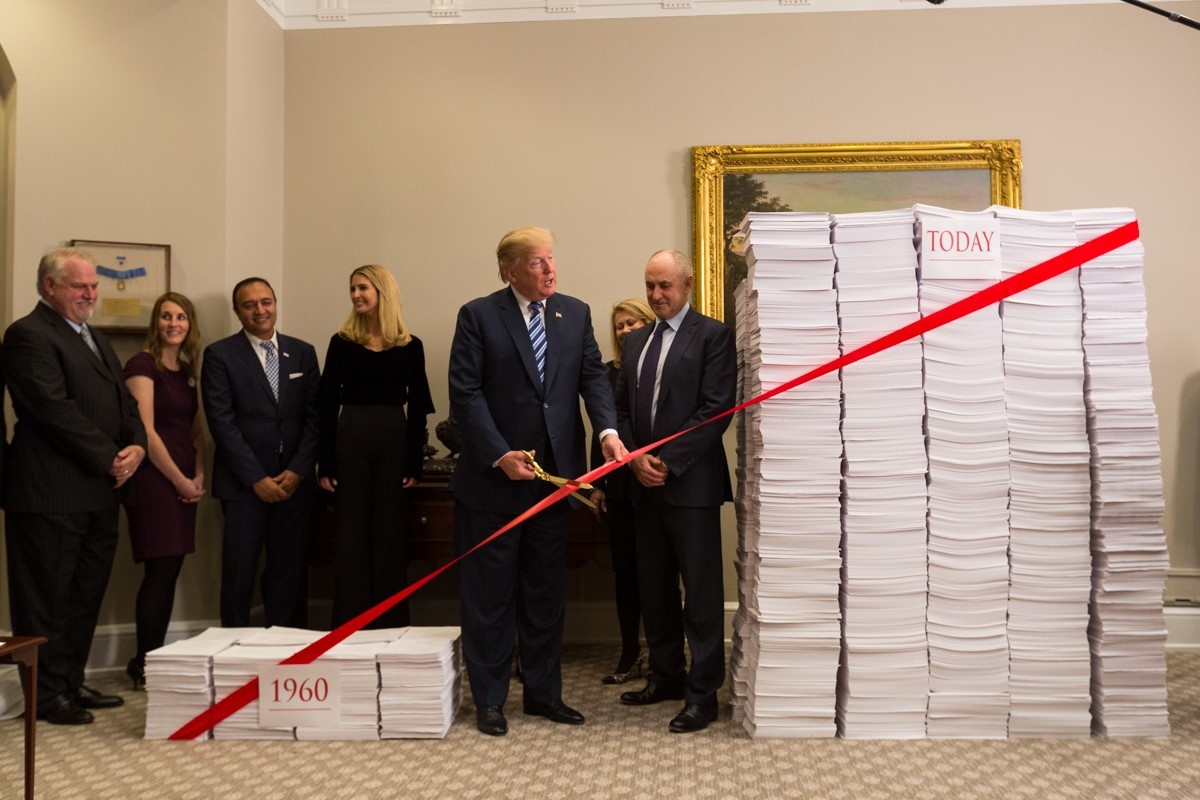
Дональд Трамп буквально перерізає ідіомну червону стрічку, що зображує збільшення регулюючих норм з 1960

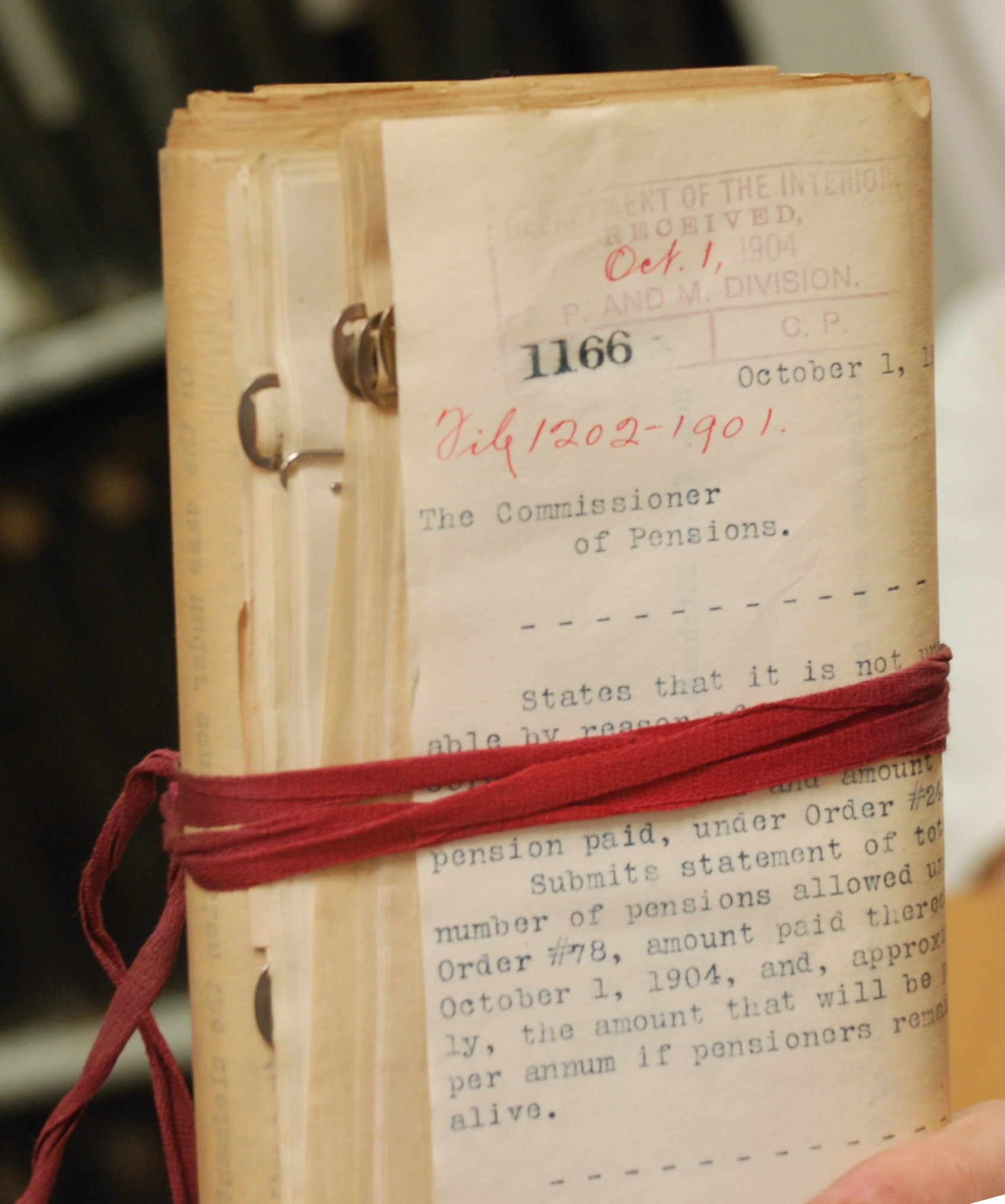
Зв'язка асериканських пенсійних документів 1906 року, перев'язаних червоною стрічкою

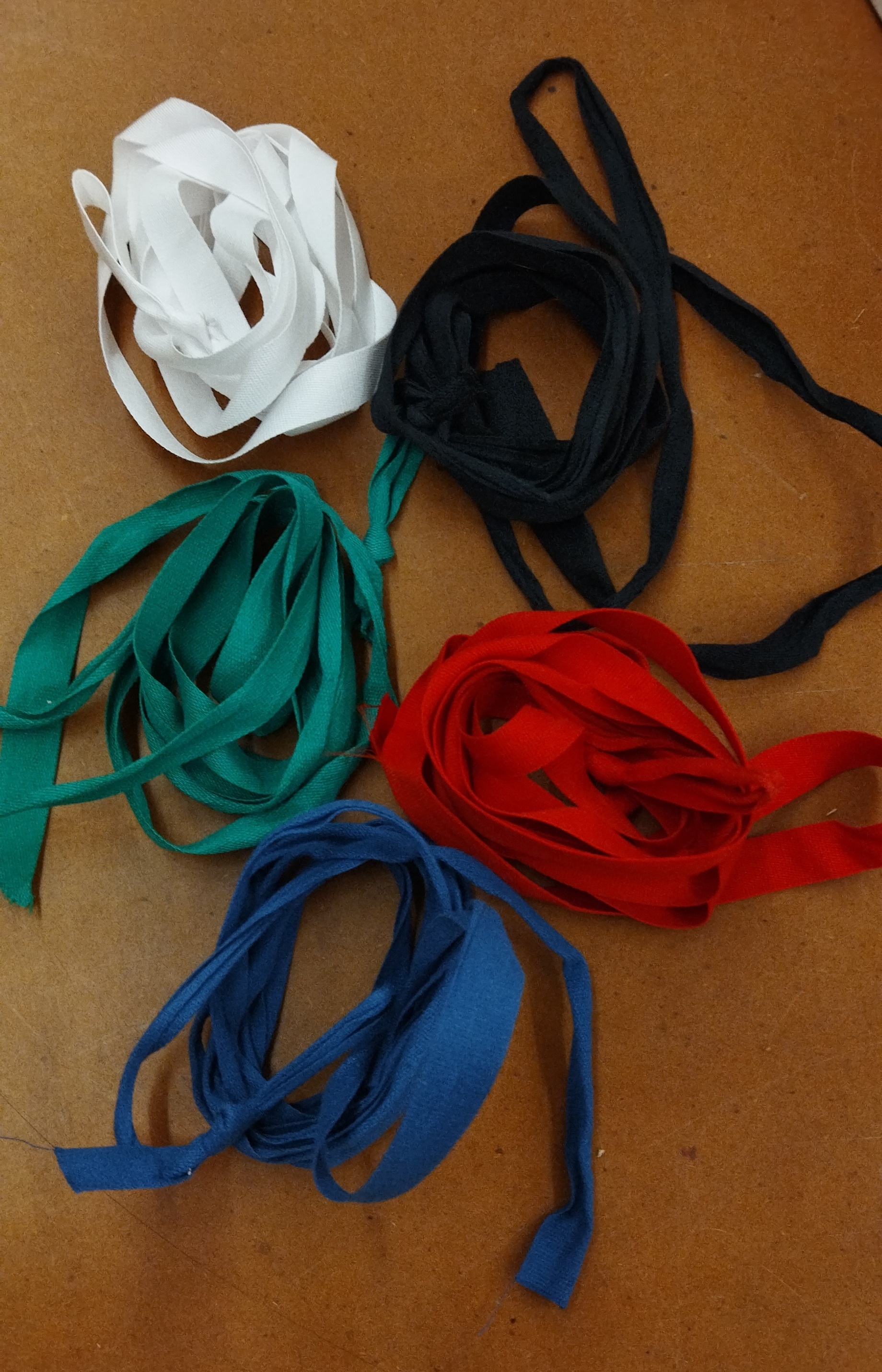
Стрічки різних кольорів

Бюрократизм (англ. Red tape — червона стрічка) є окремо взяті прояви бюрократії, які в організації управління і влади (причому, як у приватних, так і в державних органах управління) виражаються в наступних аспектах: хабарництво, казнокрадство, канцелярщина, місництво, тяганина, протекціонізм, відписки та деякі інші, які роблять роботу відповідної організації більшою чи меншою мірою неефективною з погляду цілей і завдань цієї організації.

У загальному ключі бюрократія і бюрократизм ототожнюються, але при розгляді зв'язків між цими двома поняттями вважають, що бюрократизм є способом або манерою поведінки бюрократії. В окремих випадках бюрократизм розглядають як поняття бюрократії, що має негативний відтінок.
Бюрократизм <…> у політичному плані — надмірне розростання і безвідповідальність виконавчої, у соціальному — відчуження цієї влади від народу; в організаційному - канцелярська заміна змісту формою; в морально-психологічному - бюрократична деформація свідомості.
У відносинах між суб'єктом і об'єктом управління бюрократизм поводиться як антидемократична форма, оскільки формується жорстко встановлений зв'язок «згори донизу» з ослабленим зворотним зв'язком, що є безпосередньою причиною виникнення конфліктних ситуацій. Деякі дослідники вважають, що схильність елементів управління, зокрема канцелярії, бюрократизму є природною, що усувається за допомогою спеціально вироблених політичних та правових механізмів.
Як заходи боротьби з бюрократизмом пропонується виборність чиновників, підвищення суспільно-політичної активності громадян, зміна взаємин між центром і периферією, між «верхами» і «низами».